# Josu Jon Imaz

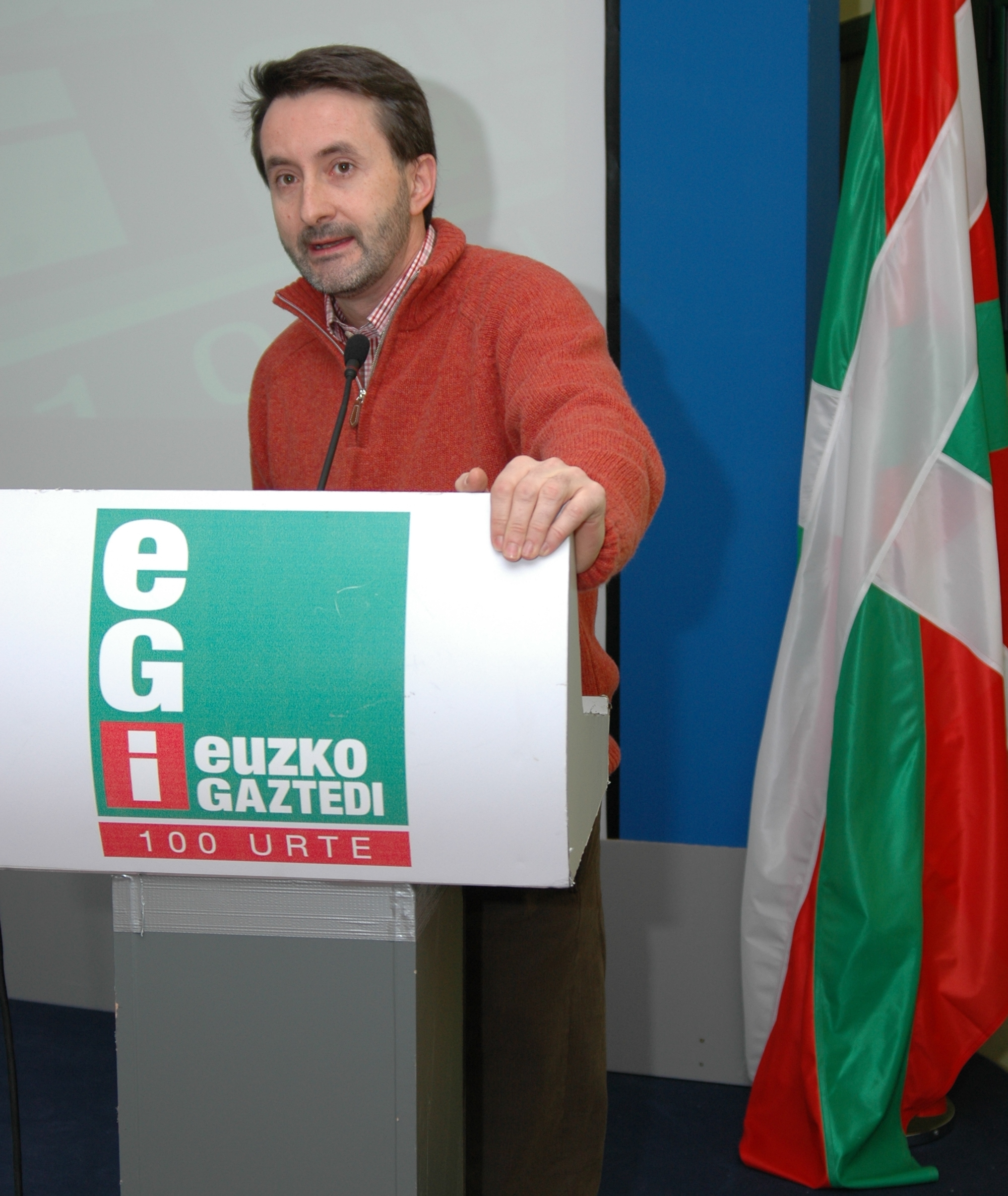
Josu Jon Imaz

Josu Jon Imaz San Miguel (* 6. September 1963 in Zumárraga, Gipuzkoa) ist ein spanischer Politiker und Manager. Imaz war von Januar 2004 bis September 2007 Vorsitzender der Baskischen Nationalpartei PNV. Seit 2014 ist er CEO von Repsol.

## Leben
Doktor der Chemie der Universidad del País Vasco – Euskal Herriko Unibertsitatea (Universität des Baskenlands). Diplom-Chemiker der Fakultät für Chemie von Donostia. Außerordentlicher Studien-Preis. Spezialgebiet Polymere. Ausbildung in Unternehmensführung im Studienjahr 1989/90, innerhalb des Ausbildungsplans der Generaldirektion von Ikasbide-Grupo Cooperativo Mondragón. Dissertation an der Escuela Superior de Ingenieros Industriales de Bilbao (Hochschule für Industrie-Ingenieure in Bilbao) beendet (1994).
Im Dezember 1986 erhält Josu Jon Imaz ein Stipendium des Ministeriums für Industrie und Energie im Rahmen des Ausbildungsprogramms für Forscher im Ausland und wird vom Technologiecenter INASMET zum französischen Zentrum CETIM in Nantes gesandt.
Verantwortlicher der Abteilung für Composites und Polymere von INASMET im Zeitraum 1987–89. Aufnahme in die Mondragón Corporación Cooperativa (Unternehmensgruppe Mondragón) als Industriepromotor. Verantwortlicher der Marketing- und Auslandsabteilung von INASMET von 1991 bis 1994.
Im Juni 1994 wird er bei den Wahlen für das Europäische Parlament zum Europa-Abgeordneten gewählt. Diese Funktion übt er bis zu seiner Ernennung am 7. Januar 1999 zum Minister für Industrie, Handel und Tourismus der Baskischen Regierung und zum Regierungssprecher derselben, aus.
In der Regierungssitzung vom 17. Juli 2001 wird ihm erneut das Ministeramt für Industrie, Handel und Tourismus der Baskischen Regierung und die Funktion des Regierungssprechers aufgetragen, die er beide bis zum 13. Januar 2004 ausübt.
Auf dem am 17. und 18. Januar 2004 abgehaltenen Parteitag der Euzko Alderdi Jeltzalea-Partido Nacionalista Vasco (Baskische Nationalistische Partei), wurde er schließlich zum Vorsitzenden des Euzkadi Buru Batzar (oberstes nationales Parteiorgan) gewählt. Dabei setzte er sich in einer Kampfabstimmung gegen Joseba Egibar durch, der von dem vorherigen langjährigen Parteichef Xabier Arzalluz unterstützt wurde.
In diesem Amt setzte Imaz sich für eine Mäßigung der politischen Positionen der EAJ-PNV und für eine Kooperation mit der spanischen Zentralregierung unter José Luis Rodríguez Zapatero, insbesondere in der Bekämpfung der baskischen Terrororganisation ETA ein. Außerdem zeigte er sich kritisch mit dem Plan des baskischen Regierungschefs Juan José Ibarretxe, ein Referendum zur Feststellung der Souveränität des Baskenlandes durchzuführen. Nach einer Verschärfung der Konflikte zwischen dem von Imaz dominierten gemäßigten Flügel der Partei und den „Souveränisten“ um Egibar und Ibarretxe kündigte Imaz am 12. September 2007 seinen Rücktritt von allen Ämtern und seinen Rückzug aus der aktiven Politik an. Dies wurde in den spanischen Medien als Teil eines Kompromisses beider Flügel verstanden, um eine Spaltung der Partei zu verhindern.
Josu Jon Imaz ist seit Juli 2008 Präsident des im Baskenland ansässigen Petrochemieunternehmens Petronor. Am 30. April 2014 wurde er CEO von Repsol.

## Privates
Er ist verheiratet, hat 3 Kinder und lebt in Donostia-San Sebastián (Gipuzkoa).

## Politischer Lebenslauf
- Eintritt in die EAJ-PNV (Baskische Nationalistische Partei) im Jahr 1978.
- Vorsitzender von EGI (Jugendorganisation der EAJ-PNV) in Urretxu-Zumarraga (1979–1982).
- Mitglied des Regionalrats von EGI in Gipuzkoa (1980–1986).
- Mitglied des Nationalrats von EGI (1981–1986).
- Mitglied des Gemeinderats von EAJ-PNV in Urretxu-Zumarraga (1979–1982).
- Delegierter des Parteitags der EAJ-PNV in den folgenden Zeiträumen: 1983–1985, 1986–1988, 1992–1994
- Mitglied del GBB (Exekutivorgan der EAJ-PNV für Gipuzkoa) (1988–1990).
- Zweiter Bürgermeister und Gemeinderat für Finanzen und Entwicklung in Zumárraga (1991–1995).
- Abgeordneter des Europäischen Parlaments (1994–1999).
  - Mitglied des Ausschusses für Haushalt, Industrie, Wirtschaft und Fischerei.
  - Vizepräsident des Unterausschusses für Währungspolitik.
- Minister für Industrie, Handel und Tourismus der Baskischen Regierung und Regierungssprecher derselben (1999–2001).
- Baskischer Parlamentsabgeordneter für Gipuzkoa (2001).
- Minister für Industrie, Handel und Tourismus der Baskischen Regierung und Regierungssprecher derselben (2001–2003).
- Vorsitzender des EBB der EAJ-PNV (2004–2007).